# Разов, Дмитрий Васильевич
Дми́трий Васи́льевич Ра́зов (1884—1952) — советский архитектор-конструктивист, преподаватель, художник. Кандидат архитектуры (1945).

## Биография
Дмитрий Васильевич Разов родился в 1884 году в городе Глазов. в 1916 году окончил Императорскую Академию художеств.
Был организатором Артели художников и чертежников в Казани. Артель принимала заказы на архитектурные проекты.
В 1920—1921 годы преподавал архитектуру и рисование в Харьковском технологическом институте.
Был секретарем Московского архитектурного общества. Преподавал в МВТУ имени Н. Э. Баумана. Работал в 10-й проектной мастерской Моссовета.
Работал руководителем проекта по восстановлению послевоенного Ярославля.
Жил в Москве по адресам: Новинский бульвар, 117, кв. 7-а (1920-е); улица Чаплыгина, 13 (1930-е — 1950-е). Умер 16 декабря 1952 года. Похоронен в Москве на Новодевичьем кладбище.

## Проекты и постройки
- Гостиница «Центральная» в городе Иваново, Шереметевский проспект, 1 (1930);
- Здание фабрики-кухни в городе Шуя, улица Вокзальная, 2 (1929—1930);
- Жилые дома Плановой Академии имени Молотова Госплана СССР в Москве (1935—1940)[8].